# Maxime Barthelmé
Maxime Barthelmé (Sartrouville, 8 settembre 1988) è un calciatore francese, centrocampista svincolato.

## Carriera
Ha giocato in Ligue 1 con il Lorient.

## Palmarès

### Club

#### Competizioni nazionali
- Campionato francese di seconda divisione: 1

Troyes: 2020-2021